# Шайдеров, Владимир Александрович
Владимир Александрович Шайдеров (укр. Володимир Олександрович Шайдеров; 11 апреля 1956, с. Лужки, Нижнегорский район — 8 марта 2008, Феодосия) — государственный и политический деятель Украины, Феодосийский городской голова (1998—2008), депутат Верховной Рады АРК III созыва, Государственный служащий 5 ранга III категории.

## Биография

### Образование
- Московский институт современного бизнеса (1996)
- Харьковский филиал Академии государственного управления при Президенте Украины (2001)

Магистр государственного управления.

### Этапы деятельности
1974—1978 — служил в рядах Советской Армии;
1979—1991 — бригадир судокорпусников-ремонтников, войсковая часть в г. Феодосии;
1987—1989 — работа во Вьетнаме;
1991—1992 — директор МП «Диада»;
1992—1994 — директор МП «Сапфир»;
1994—1995 — директор ООО «АгроКрымПлюс»;
1995—1998 — генеральный директор ПО «Холдинг-Центр»;
1998—2008 — Феодосийский городской голова

## Городской голова
Трижды избирался на должность феодосийского городского головы — 1998—2002 гг., 2002—2006 гг., 2006—2008 гг.
В 2001 году в общеукраинском конкурсе «Город наилучшего благоустройства» Феодосия заняла почётное второе место на Украине и первое в Крыму. По итогам 2007 года в общенациональном конкурсе «Человек года» В. Шайдеров признан «лучшим городским головой».

### Вклад в развитие экономики и инфраструктуры города
Возглавляя администрацию Феодосии, стремился способствовать развитию экономики и инфраструктуры города. После долгого экономического кризиса, заработали крупные промышленные предприятия города, морской порт и нефтебаза. Увеличились темпы жилищного строительства. Под его руководством в Феодосии было завершено строительство магистрального газопровода и проведена газификация города, введены в эксплуатацию хирургический комплекс городской больницы.
Будучи городским головой Феодосии В. Шайдеров уделял внимание сохранению и приумножению её культурного наследия и курортного потенциала. Отреставрирована центральная часть города. Были проведены ремонтно-реставрационные работы во всех музеях, открыт «Музей денег», начато восстановление одного из старейших музейных учреждений в Европе — «Феодосийского музея древностей». Построен фонтан «Доброму гению», посвящённый художнику И. Айвазовскому.
В Феодосии начали проходить национальные и международные спортивные соревнования. Был введён в строй Центр Олимпийского резерва. Реконструированы городской стадион «Кристалл». По инициативе Шайдерова в Феодосии был проведён III чемпионат мира по боевым искусствам среди молодежи (2000).
Установлены побратимские отношения с греческой Птолемаидой и итальянским Бергамо.
Одновременно были распроданы либо сданы в аренду почти все прибрежные земли.

### Политические решения
В 2006 году широкий общественно-политический резонанс вызвало решение Феодосийской городского совета о том, что территория Феодосии объявлена «территорией без НАТО». Так, 27 мая 2006 г. жители Феодосии блокировали местный морской порт в знак протеста против прибытия в гавань военного корабля НАТО «Adventure», который доставил на Украину оружие, строительную технику и транспорт.
29 мая 2006 г. депутаты городского совета Феодосии на внеочередной сессии единогласно поддержали проект депутатов от Блока Наталии Витренко и приняли решение, закрепляющее за Феодосией статус территории без НАТО.
В этом же году В. Шайдерову пришлось урегулировать межнациональный конфликт возникший между крымскотатарской и славянской общинами из-за строительства памятника Андрею Первозванному. В итоге в городе появилась «чаша единения и примирения всех конфессий».

## Память

Мемориал Шайдерова на Новом городском кладбище Феодосии

Похоронен на Новом городском кладбище Феодосии.
Имя Шайдерова получили: стадион «Кристалл» и концертный зал «Звёздный» в Феодосии.

### Биографические данные
- Проект Кто есть Кто
- В. Шайдеров на сайте Лидеры регионов (укр.)
- В. Шайдеров на сайте Кто есть кто в Крыму
- В. Шайдеров на сайте Кто есть Кто в Феодосии
- В. Шайдеров — персональная страница
- В. Шайдеров на портале крымского правительства (недоступная ссылка)
- «Ваш Шайдеров» вместо алых парусов.  (недоступная ссылка)
- Мэра Феодосии подозревают в связях с мафией // «Коммерсантъ»

### Интервью
- Владимир Шайдеров: «Проблема не в ситуации, а в человеке»
- Интервью газете «Комментарии»
- Последнее интервью Владимира Шайдерова (газета «События»)
- Лучший мэр Крыма жил, атакуя
- Владимир Шайдеров: Крымчане не макаки (недоступная ссылка)
- Аудиофайлы телефонных разговоров городского головы Феодосии В. Шайдерова с прокурором В. Шемчуком

### Сообщения о смерти
- Лучший мэр Украины умер, ударив по воротам
- Соболезнования Президент Украины в связи со смертью городского головы Феодосии
- Соболезнования Президиума ВР АР Крым и СМ АР Крым
- В Феодосии увековечили память умершего мэра
- Запомните его таким